# Mesoptyelus arisanus
Mesoptyelus arisanus är en insektsart som beskrevs av Matsumura 1940. Mesoptyelus arisanus ingår i släktet Mesoptyelus och familjen spottstritar. Inga underarter finns listade i Catalogue of Life.